# Mura di San Casciano in Val di Pesa

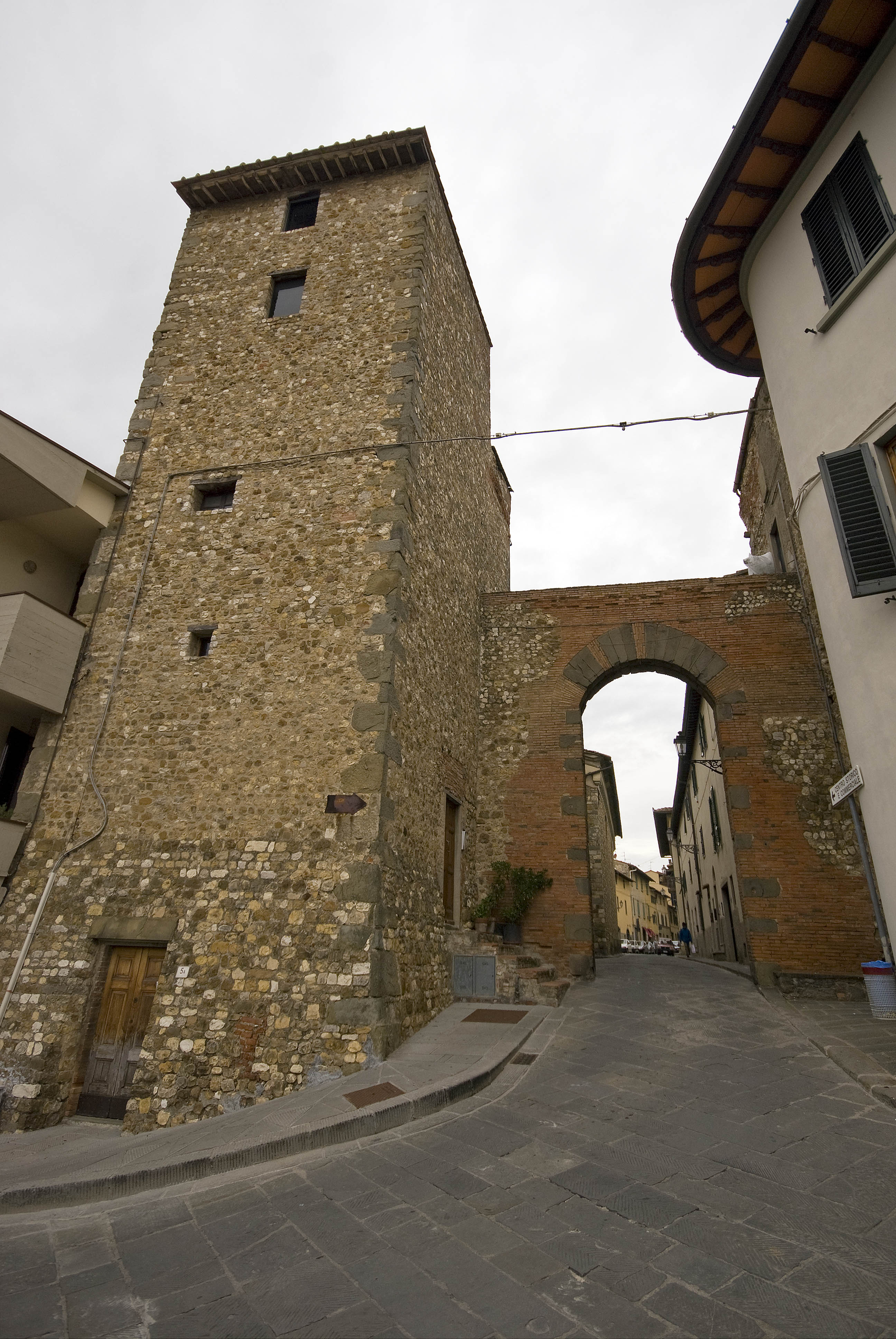
Porta al Prato (La Porticciola)

Le mura di San Casciano costituiscono la struttura difensiva del centro storico di San Casciano in Val di Pesa.

## Storia
Dopo l'incursione di Fra Moriale del 1354, che si era arroccato nel borgo di San Casciano e ci rimase fino a quando non gli vennero pagati 16.000 fiorini d'oro, la Repubblica Fiorentina decise di fortificare l'intero paese. La decisione venne presa il 24 ottobre 1354.

I lavori iniziarono nel 1355 e così ne parla Matteo Villani :
Sono tuttora in piedi a eccezione di quelle lungo il Viale Corsini. Delle quattro porte oggi rimane, seppur ricostruita dopo la Seconda guerra mondiale, Porta del Prato, detta La Porticciola; le altre furono abbattute tra il XVIII secolo e il XIX e oggi rimane solo un torrione della Porta Senese.

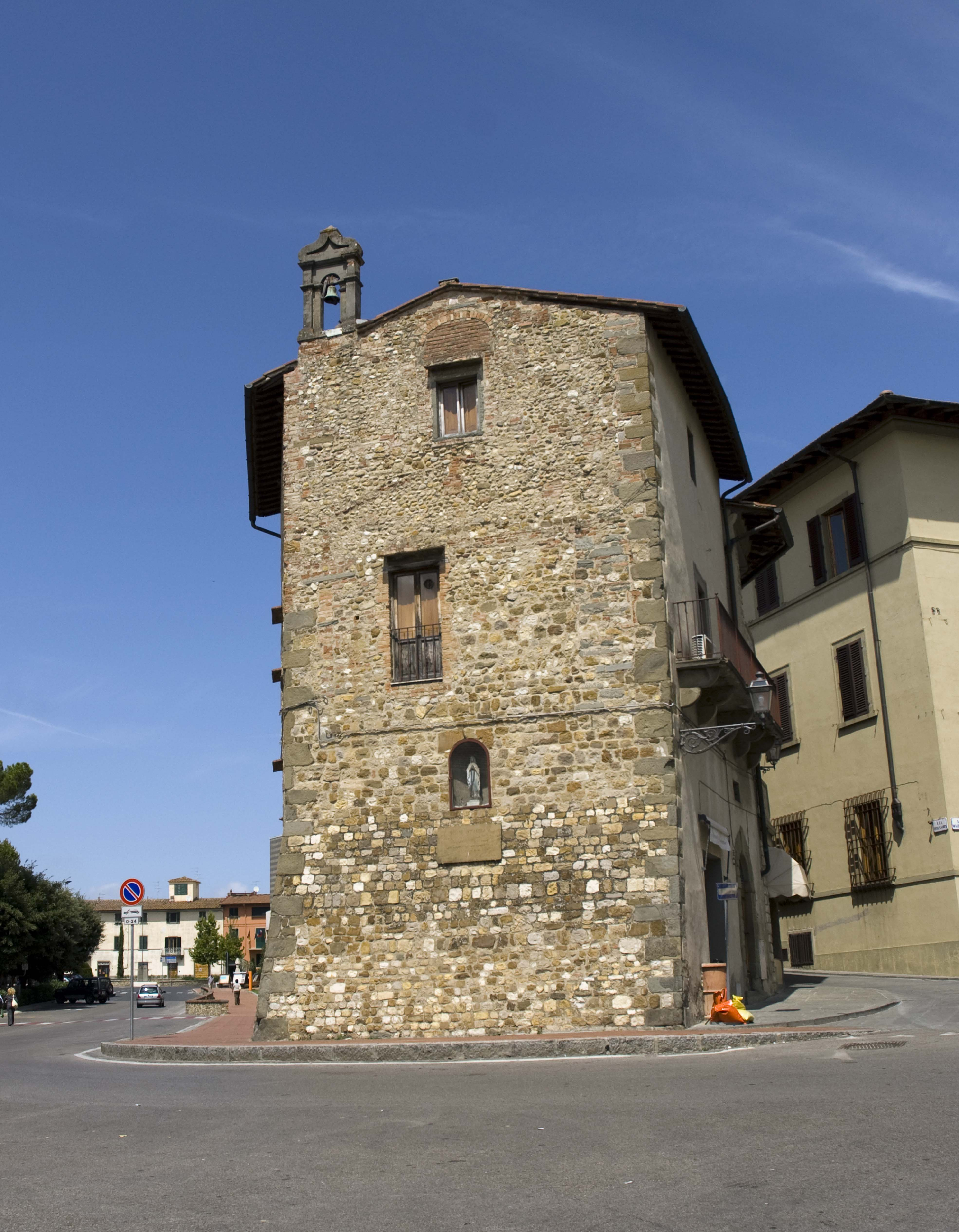
Torrione superstite della Porta Senese

Il lato meglio conservato è quello lungo la piazza del Mercato dove dagli anni novanta sulle mura è stata collocata un'opera di Mario Merz.

## Architettura
Le mura misuravano 2135 braccia fiorentine (un braccio fiorentino corrispondeva a 0,58 metri) quindi 1240 metri e avevano quattro porte: le due maestre citate dal Villani (Porta Fiorentina e Porta Senese) che erano precedute da antiporti, e due minori (Porta Empolese e Porta del Prato).
Le mura avevano la forma di un esagono irregolare ed avevano come vertice il Palazzo del Cassero.